# Scribble
Scribble – utwór zespołu Underworld, wydany 13 maja 2010 roku jako singiel promujący album Barking. 

## Utwór

### Wydania
Utwór „Scribble” został wydany 13 maja 2010 roku jako singiel (digital download),  promujący album Barking. Został zaprezentowany przez Zane’a Lowe’a w BBC Radio 1. Zespół udostępnił go również do pobrania za darmo ze swojej strony (przez tydzień). Również przez tydzień dostępna była w dłuższa (płatna) wersja utworu. Utwór był dostępny w wersji promo, wydanej również w maju przez Cooking Vinyl (jako CDr), na której znalazła się wersja albumowa i instrumentalna utworu. 27 czerwca ukazała się wersja singlowa, albumowa i remiks. Dwa dni później ta sama wersja została wydana nakładem Om Records w Stanach Zjednoczonych.  

### Lista utworów

#### Wersja radiowa
Lista według Discogs:
| 1. | Scribble (Radio Edit) | 3:52  |
|    |                       |       |
|    |                       | 03:52 |
|    |                       |       |
- kompozytorzy – Karl Hyde, Lincoln Barrett, Rick Smith

#### Wersja promo
Lista według Discogs:
| 1. | Scribble (Edit)         | 3:50  |
|    |                         |       |
| 2. | Scribble (Full Length)  | 7:06  |
|    |                         |       |
| 3. | Scribble (Instrumental) | 6:42  |
|    |                         |       |
|    |                         | 17:38 |
|    |                         |       |

#### Wersja z 27 czerwca 2010
Lista według Discogs:
| 1. | Scribble                                                                 | 7:09  |
|    |                                                                          |       |
| 2. | Scribble (Radio Edit)                                                    | 3:52  |
|    |                                                                          |       |
| 3. | Scribble (Netsky Remix) remiks, producent (produkcja dodatkowa) – Netsky | 6:18  |
|    |                                                                          |       |
|    |                                                                          | 17:19 |
|    |                                                                          |       |

## Odbiór

### Opinie krytyków
„Jeśli większość tych starych, przesiąkniętych paranoją utworów Underworld była dźwiękowym odpowiednikiem nieskończonego światła księżyca, to ich najnowszy singiel [Scribble] jest czystą, spowitą słońcem chwałą.” – ocenia Larry Fitzmaurice z magazynu Pitchfork.
„Utwór, który nosi tytuł 'Scripple' i jest pierwszym nowym utworem muzycznym zespołu od dwóch i pół roku, opisywany jest jako 'połączenie genów Yellow Magic Orchestra i Grooverider, rozbrzmiewające na parkiecie w Fabric w piątkową noc'. Walijski drum and bassowy DJ Lincoln Barrett, znany lepiej pod scenicznym pseudonimem High Contrast, wyprodukował ten utwór” – stwierdza Alex Young z Consequence of Sound dodając na koniec: „Na pierwszy rzut ucha, muzyka ta naprawdę nie brzmi jak garść bazgrołów”.
„'Scribble' to pop drum & bass, i to pop drum & bass zrobiony dobrze. Ale od Ricka Smitha i Karla Hyde'a oczekujemy czegoś więcej niż kolaboracyjnego singla typu 'featuring', który brzmi bardziej jak osoba, z którą współpracują niż jak oni sami. 'Scribble' nie jest złe, jest po prostu zupełnie niepotrzebne” – uważa Sam Louis z magazynu Resident Advisor.

### Listy tygodniowe
| Kraj            | Lista                        | Pozycja |
| --------------- | ---------------------------- | ------- |
| Wielka Brytania | UK Dance Singles             | 32      |
| Wielka Brytania | UK Independent Singles Chart | 22      |